# 藤原工業
藤原工業株式会社（ふじわらこうぎょう）は、大阪府吹田市に存在する企業。

## 概要
1970年、藤原工務店として摂津市三島で創業。1989年、藤原工業株式会社に組織変更。ビル、住宅、学校などの建築工事、土木工事、保守管理等を行う。

### 森友学園問題
学校法人森友学園が開設予定であった小学校の校舎の建築を委託した企業である。
校舎の建っている土地は国有地となったため、国は藤原工業に校舎を取り壊して更地にすることを求めているが応じていない。
校舎の建設費は約20億円であったが、このうちの5億円ほどしか受け取っていない。藤原工業は建築費が支払われるまで土地を占有する権限があると主張。
校舎の建築では契約書を偽造していた。
2017年4月5日に未払い工事代金などの支払いを求める裁判を大阪地方裁判所に起こす。2022年8月24日に大阪高等裁判所で判決が下され、学園の虚偽の説明は認めたが、補助金や寄付金の見込みがあったため、工事代金を支払う意思も能力も無かったとは認められないとした。2023年5月31日、最高裁は上告を退け藤原工業側の敗訴が確定となった。